# Tommaso Ruffo

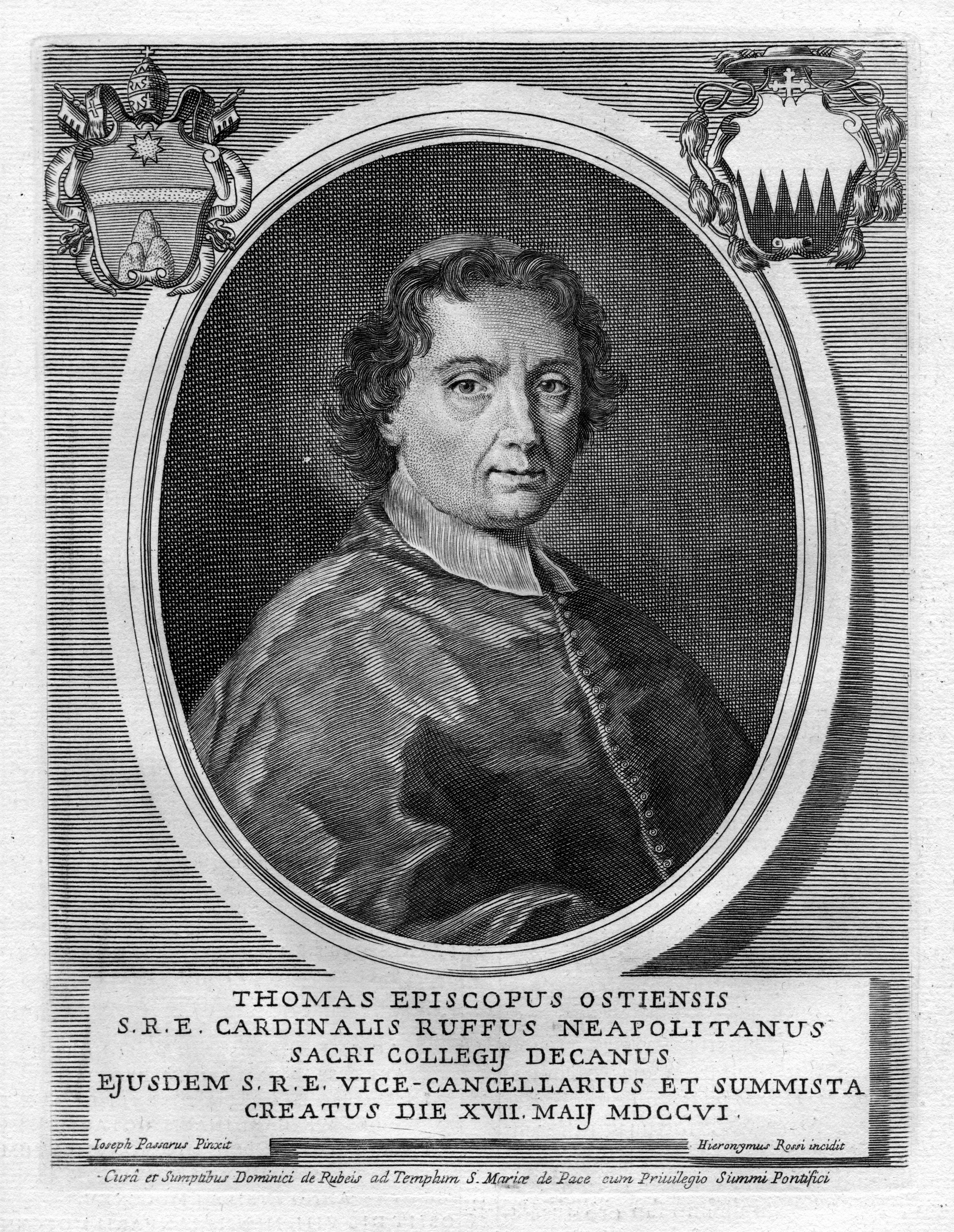
Tommaso Kardinal Ruffo

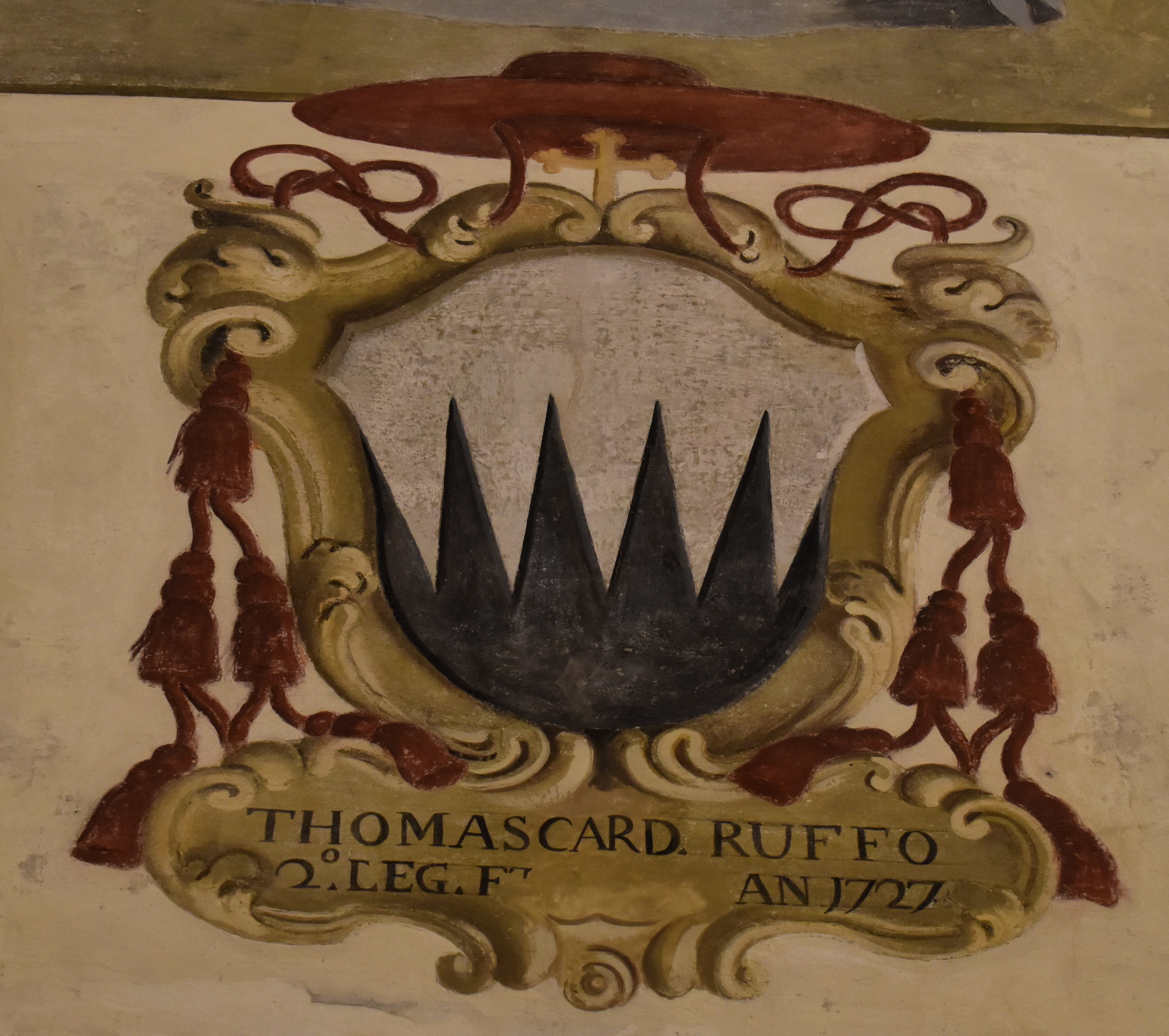
Kardinalswappen (Wappensaal Castello Estense)

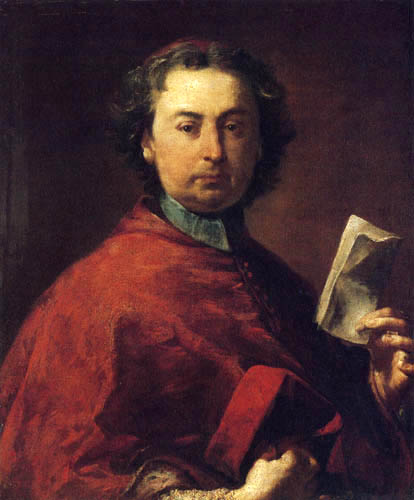
Porträt des Kardinals von Giuseppe Maria Crespi

Tommaso Ruffo (* 15. September 1663 in Neapel; † 16. Februar 1753 in Rom) war ein italienischer Kardinal der Römischen Kirche und Kardinaldekan.

## Leben

### Frühe Jahre
Der spätere Kardinal wurde 1663 als Sohn des Herzogs Carlo Ruffo geboren und studierte an der Universität La Sapienza in Rom Zivil- und Kirchenrecht. Einer seiner Neffen, Antonio Maria Ruffo, wurde später selbst Kardinal. Wohl unter Papst Innozenz XI., der ihn auch als Nuntius nach Brüssel schickte, empfing Tommaso Ruffo die Priesterweihe. 1693 wurde er Referent an der Apostolischen Signatur, nachdem er vorher Vizelegat in der Romagna war. Ein Jahr später war Tommaso Ruffo Inquisitor auf Malta und brachte dort die Versöhnung zwischen dem Malteserorden und der Republik Genua zustande.

### Bischofsamt
Am 13. April 1698 wurde von Papst Innozenz XII. zum Titularerzbischof von Nicäa ernannt. Die Bischofsweihe spendete ihm Kardinalstaatssekretär Fabrizio Spada; Mitkonsekratoren waren Michelangelo dei Conti, der spätere Papst Innozenz XIII., und Francesco Acquaviva d’Aragona. Nur sechs Tage später wurde er Nuntius im Großherzogtum Toskana. 1702 sollte er zum Erzbischof von Neapel ernannt werden, er lehnte jedoch ab.

### Kardinal und Kardinaldekan
Papst Clemens XI. erhob ihn im Konsistorium vom 17. Mai 1706 zur Kardinalswürde. Nach langjährigen Tätigkeiten als päpstlicher Legat, unter anderem in Ferrara, wurde er im Mai 1717 Bischof von Ferrara (er führte den Titel eines Erzbischofs ad personam). Vier Jahre später nahm er am Konklave von 1721 teil. Danach reiste er erneut als Legat nach Bologna. Da Papst Innozenz XIII. relativ früh starb, kam er 1724 nach Rom zurück, um am Konklave teilzunehmen. 1726 wurde er in die Klasse der Kardinalbischöfe aufgenommen und war Kardinalbischof von Palestrina. Ein Jahr später kehrte er als Legat nach Ferrara zurück, wo er drei Jahre blieb. 1738 gab er das Erzbistum (seit 1725) Ferrara ab und wurde Kardinalbischof von Porto e Santa Rufina und Kardinalsubdekan. Während des Konklaves von 1740 starb der Kardinaldekan Pietro Ottoboni, sodass Ruffo die Wahl ab diesem Zeitpunkt leitete. Nach der Wahl Benedikts XIV. wurde Tommaso Ruffo am 29. August 1740 zum Kardinaldekan gewählt, womit er auch zum Kardinalbischof von Ostia avancierte. Der neue Papst ernannte den Kardinal zudem noch am selben Tag zum Sekretär des Inquisitionskongregation. Diese drei hohen Ämter hatte er bis zu seinem Tod inne.
Zu seiner Gemäldesammlung zählte das Porträt des Juan de Pareja von Velazquez.

### Tod
Tommaso Ruffo starb 1753 mit fast 90 Jahren in Rom. Er wurde in der Kirche San Lorenzo in Damaso beigesetzt, an der er zuvor Kardinalpriester war. Sein Grabmal hatte er sich selbst errichten lassen.